# Chiara Arcangeli
Chiara Arcangeli (ur. 14 lutego 1983 w Perugii) – włoska siatkarka, grająca na pozycji libero. 
Jej mężem jest włoski siatkarz Luca Bucaioni, z którym ma syna o imieniu Rafael.

## Sukcesy klubowe
Mistrzostwo Włoch:
- 2003, 2005, 2007
- 2008
- 2002

Puchar Włoch:
- 2003, 2005, 2007

Puchar Top Teams:
- 2005, 2007

Liga Mistrzyń:
- 2006, 2008
- 2009

Superpuchar Włoch:
- 2007

Puchar Francji:
- 2013

Mistrzostwo Francji:
- 2013, 2014

Puchar Challenge:
- 2019

## Sukcesy reprezentacyjne
Grand Prix:
- 2005
- 2006